# Sandtjärnen (Mörsils socken, Jämtland)
Sandtjärnen är en sjö i Åre kommun i Jämtland och ingår i Indalsälvens huvudavrinningsområde. Sjön har en area på 0,123 kvadratkilometer och ligger 508,5 meter över havet.

## Delavrinningsområde
Sandtjärnen ingår i det delavrinningsområde (702375-139164) som SMHI kallar för Utloppet av Liten. Medelhöjden är 392 meter över havet och ytan är 85,68 kvadratkilometer. Räknas de 585 avrinningsområdena uppströms in blir den ackumulerade arean 6 123,23 kvadratkilometer. Avrinningsområdets utflöde Indalsälven mynnar i havet. Avrinningsområdet består mestadels av skog (61 procent). Avrinningsområdet har 16,6 kvadratkilometer vattenytor vilket ger det en sjöprocent på 19,4 procent. Bebyggelsen i området täcker en yta av 3,61 kvadratkilometer eller 4 procent av avrinningsområdet.